# Claiborne Farm
Claiborne Farm är stuteri för engelska fullblod nära Paris, Kentucky. Det grundades 1910 av Arthur B. Hancock, ägare till Ellerslie Stud i Albemarle County, Virginia, och har drivits av medlemmar av hans familj sedan dess.

## Historia
Arthur B. Hancock importerade avelshingstar från Europa vilket gjorde Claiborne Farm till en internationell ledare inom avel, försäljning och tävling. Han födde upp Vigil, 1923 års Preakness Stakes-vinnare. En av hans berömda avelshingstar var Sir Gallahad, köpt från Frankrike, som var ledande avelshingst i Nordamerika 1930, 1933, 1934 och 1940 och blev far till 1930 års amerikanska Triple Crown-vinnare Gallant Fox. Claiborne Farm var en del av ett konsortium från 1936 som importerade Blenheim från England och 1944 köpte Princequillo, som blev ledande avelshingst i Nordamerika 1957 och 1958.
Claiborne Farm vann Eclipse Award for Outstanding Breeder 1979 och 1984. Stuteriet besöktes två gånger av Storbritanniens drottning Elizabeth II, som själv ägde kapplöpningshästar. Gården har bland annat varit hem för alla stora hästar som ägdes av familjen Phipps, inklusive Orb, 2013 års vinnare av Kentucky Derby. 
Secretariat syndikerades av Seth Hancock för avelsändamål och stod som avelshingst på Claiborne Farm från slutet av sin tävlingskarriär i slutet av 1973 fram till hans död 1989.
Sporthistorikern Edward L. Bowen anser att Claiborne Farm är en av de mest inflytelserika amerikanska avelsverksamheterna, på grund av de många uppfödare som dragit nytta av dess hästar och hur länge inflytandet har varat.

## Kyrkogård
På stuteriet finns en hästkyrkogård, och några av hästarna som är begravda på Claiborne Farm är:
- Ambiorix (1946–1975), ledande avelshingst 1961
- Blenheim (1927–1958)
- Bold Ruler (1954–1971), ledande avelshingst 1963, 1964, 1965, 1966, 1967, 1968, 1969, 1973
- Buckpasser (1963–1978)
- Double Jay (1944–1972)
- Gallant Fox (1927–1954)
- Gamely (1964–1975)
- Hoist The Flag (1968–1980)
- Johnstown (1936–1950)
- Mr. Prospector (1970–1999), ledande avelshingst 1987, 1988
- Nasrullah (1940–1959), ledande avelshingst 1955, 1956, 1959, 1960, 1962
- Nijinsky II (1967–1992)
- Princequillo (1940–1964), ledande avelshingst 1957, 1958
- Pulpit (1994–2012)
- Riva Ridge (1969–1985)
- Round Table (1954–1987), ledande avelshingst 1972
- Secretariat (1970–1989)
- Swale (1981–1984)
- War Cloud (1915–1923)

Några av hästarna som begravts på Claibornes Marchmont Farm-avdelning är:
- Ack Ack (1966–1990)
- Chatterton (1919–1933), ledande avelshingst 1932
- Forli (1963–1988)
- Christmas Past (1979–2008), American Champion Three-Year-Old Filly (1982)
- Conquistador Cielo (1979–2002)
- Damascus (1964–1995)
- Danzig (1977–2006),  ledande avelshingst 1991, 1992, 1993
- Easy Goer (1986–1994)
- Moccasin (1963–1986)
- Sir Gallahad III (1920–1949), ledande avelshingst 1930, 1933, 1934, 1940
- Sir Ivor (1965–1995)
- Tom Rolfe (1962–1989)
- Unbridled (1987–2001)